# Gissjön (Torps socken, Medelpad)
Gissjön är en sjö i Torps socken, Ånge kommun i Medelpad, invid byarna Gissjö och Skärve. Sjön ingår i Ljungans huvudavrinningsområde. Den har en area på 3,15 kvadratkilometer och ligger 96 meter över havet. 
Namnet skrevs Gessijö år 1535, men Gettsiö år 1543, vilket tros vara den ursprungsliga innebörden eftersom Getterån rinner genom sjön.
Sjön avvattnas av vattendraget Getterån. Tillflöden kommer från Glappsjön, samt via Getterån (vars nordvästra del också är känd som Töringsån) från sjöarna Västerskinnsjön och Torringen, liksom ett antal mindre tjärnar.
Sjöns inlopp via Getterån är reglerat. Längs med Getterån finns fyra mindre elkraftverk, varav Gissjöns kraftverk ligger nedströms öster om Gissjön, och övriga tre uppströms väster om sjön. Gissjön och Getterån har utgjort flottningsleder mellan mitten av 1800-talet till mitten av 1900-talet.
I Gissjöns fiskvårdsområde, där fisket är fritt, finns gädda, abborre, lake och mört. Gissjö fiskodling har bedrivit odling av ädelfisk, varför öring tidvis har förekommit även i det fria fiskevattnet. Kräftor inplanteras ibland, men får endast fångas av markägare.
Den stensättning eller ås som har bildats på sjöbottnen har gett upphov till en folkloristisk sägen i olika tappningar om pysslingar som började bygga en stenbro över Gissjön, men blev avbrutna av prästens läsande, varpå den välvda bron ska ha ramlat ned.
Ånge kommun tillhandahåller friluftsbad och grillplats nära sjöns utlopp. I mars arrangeras årligen angeltävlingen Torpstreangeln på socknens tre sjöar Gissjön, Lerbäckstjärn och Munkbysjön. Cykelloppet Gissjötrampet arrangeras årligen i juni kring sjön av IOGT-föreningen Fränsta Kämpe, och ingår tillsammans med cykelloppet Borgsjön runt och skidloppet JAIK-klassikern i Västraklassikern.

## Delavrinningsområde
Gissjön ingår i delavrinningsområde (693278-152117) som SMHI kallar för Utloppet av Gissjön. Medelhöjden är 116 meter över havet och ytan är 9,44 kvadratkilometer. Räknas de 57 avrinningsområdena uppströms in blir den ackumulerade arean 291,66 kvadratkilometer. Getterån som avvattnar avrinningsområdet har biflödesordning 2, vilket innebär att vattnet flödar genom totalt 2 vattendrag innan det når havet efter 80 kilometer. Avrinningsområdet består mestadels av skog (35 procent) och öppen mark (15 procent). Avrinningsområdet har 3,13 kvadratkilometer vattenytor vilket ger det en sjöprocent på 33,2 procent. Bebyggelsen i området täcker en yta av 0,18 kvadratkilometer eller 2 procent av avrinningsområdet.